# Jennings Randolph Bridge
Die Jennings Randolph Bridge ist eine vierspurige Straßenbrücke über den Ohio River zwischen East Liverpool in Ohio und Chester in West Virginia. Sie führt den U.S. Highway 30 und wird vom West Virginia Department of Transportation betrieben. Sie ist benannt nach dem Politiker Jennings Randolph, der über dreißig Jahre US-Senator für West Virginia war.

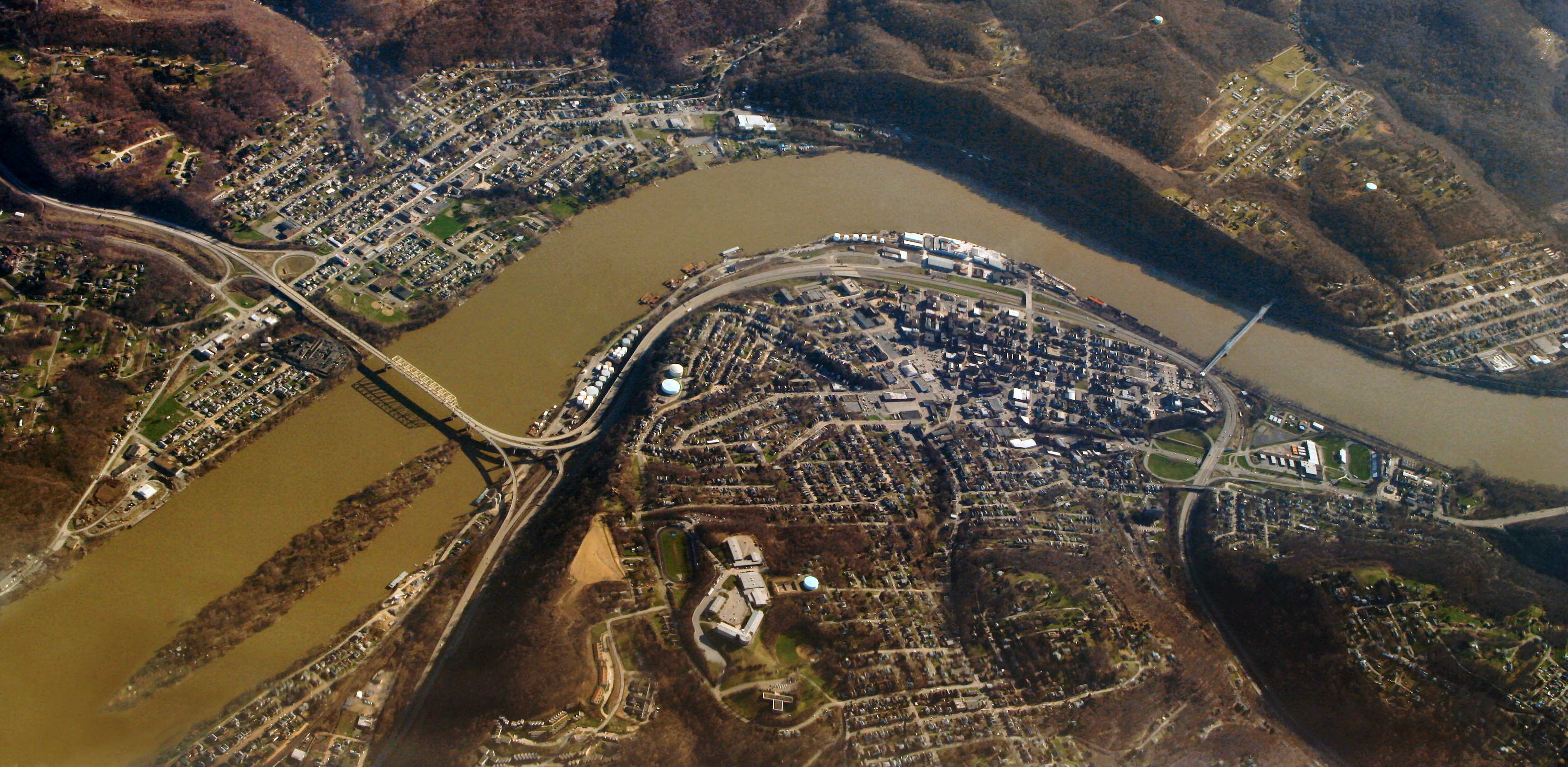
Die Jennings Randolph Bridge (links) über den Ohio River zw. East Liverpool in Ohio (unten) und Chester in West Virginia (oben); rechts die Newell Toll Bridge nach Newell in West Virginia

Die Brücke wurde zwischen 1971 und 1977 als Ersatz für die alte zweispurige Chester Bridge errichtet. Starke Korrosion an den Tragkabeln dieser Hängebrücke aus dem Jahre 1897 führten 1969 zur Schließung und ein Jahr später schließlich zum Abriss. Die neue vierspurige Straßenbrücke wurde einen Kilometer flussaufwärts errichtet und besteht aus einer zentralen Fachwerkbrücke sowie mehreren angrenzenden Balkenbrücken, die sich in Richtung East Liverpool verzweigen und am Ufer mit der Pennsylvania Avenue ein Autobahndreieck bilden.
Der zentrale Stahl-Fachwerkträger ist als parallelgurtiges Ständerfachwerk ausgeführt (Pratt truss) und hat eine Länge von 227 Metern. Er zählt damit zu den weltweit längsten einfachen Fachwerkträgern zwischen zwei Auflagern und wiegt etwa 3.600 Tonnen; den Rekord bei Eisenbahnbrücken hält die Metropolis Bridge mit 220 Metern, die seit 1917 ebenfalls den Ohio überquert.